# Шеменичи
Ше́меничи — село в Подпорожском городском поселении Подпорожского района Ленинградской области.

## История
Упоминается как деревня Шеменицы и деревня Кондратовская в Шеменской волости Важинского погоста с 1563 года.

БУЛАЕВСКАЯ (БЕРЕГ или ШЕМЕНИЧИ) — деревня при озере Шаменском, число дворов — 12, число жителей: 44 м. п., 39 ж. п.; Почтовая станция. Кузниц две . (1873 год)

Согласно «Списку населённых мест Олонецкой губернии» по сведениям за 1905 год, село Шеменичи представляло собой куст деревень, принадлежащих Шеменскому сельскому обществу при озере Шеменском: Булаевская, Павловская, Рябова Гора, Кондратовская 1-я, Дмитриевская, Большая-кара, Кебялин-конец (Ширкин-наволок), Окуловская, Ивановская, Григорьевская 1-я, Григорьевская 2-я, Шапкин наволок, с общим населением 422 человека.
В конце XIX — начале XX века село административно относилось к Подпорожской волости 2-го стана Лодейнопольского уезда Олонецкой губернии.
С 1917 по 1922 год деревня входила в состав Шеменского сельсовета Подпорожской волости Лодейнопольского уезда Олонецкой губернии.
С 1922 года в составе Ленинградской губернии.
С 1927 года в составе Подпорожского района.
- Село Шеменичи на карте 1932 года

По данным 1933 года село Шеменичи являлось административным центром Шеменского сельсовета Подпорожского района Ленинградской области, в который входили 2 населённых пункта: деревня Шекшозеро и само село Шеменичи, общей численностью населения 758 человек.
- Село Шеменичи на карте РККА 1936 года

По данным 1936 года в состав Шеменского сельсовета входили 11 населённых пунктов и 119 хозяйств. Центр сельсовета назывался село Булаево.
С 1 августа 1941 года по 31 мая 1944 года деревня находилась в финской оккупации.
В 1961 году население деревни составляло 100 человек.
С 1963 года в составе Лодейнопольского района.
С 1964 года в составе Первомайского сельсовета.
С 1965 года вновь в составе Подпорожского района. Согласно справочнику истории административно-территориального деления Ленинградской области в состав большой деревни (села) Шеменичи входили деревни: Булаевская, Кебялин Конец, Исаковская, Туракова Гора, Погост, Боярская Гора, Большая Кара, Якимовская, Павловская-конец.
В 1971 году деревни Шеменичи, Булаевская, Турукова Гора, Исакова Гора, Конец и Погост были объединены в один населённый пункт — село Шеменичи.
По данным 1966 и 1973 годов село Шеменичи являлось административным центром Шеменского сельсовета.
По данным 1990 года в селе Шеменичи проживали 200 человек. Село являлось административным центром Шеменского сельсовета в который входили 4 населённых пункта: деревни Гоморовичи, Пертозеро, Плотично и село Шеменичи, общей численностью населения 255 человек.
В 1997 году в селе Шеменичи Шеменской волости проживали 202 человека, в 2002 году — 161 человек (русские — 97 %).
В 2007 году в селе Шеменичи Подпорожского ГП — 155 человек.

## География
Село расположено в центральной части района к югу от автодороги А215 (Лодейное Поле — Брин-Наволок).
Расстояние до административного центра поселения — 12 км. Расстояние до районного центра — 15 км.
Расстояние до ближайшей железнодорожной станции Подпорожье — 67 км.
Село находится на западном берегу Берецкого озера.

## Демография
| 2007 | 2010 | 2017 |
| ---- | ---- | ---- |
| 155  | ↘116 | ↗129 |

### Национальный состав
Согласно данным Всероссийской переписи населения 2021 года в деревне проживали 84 человека, из них:
 русские — 82, армяне — 1, один человек национальность не указал.

## Достопримечательности
- Церковь Георгия Победоносца, 1522 года постройки, деревянная, утрачена во время Великой Отечественной войны[21].
- Церковь Илии Пророка, 1675 года постройки, деревянная, утрачена во время Великой Отечественной войны[22].

## Улицы
Берёзовый переулок, Дачный переулок, Деловая, Зелёная, Исакова, Лесной переулок, Молодёжная, Рябиновая, Совхозный переулок, Центральная.